# Enemigos, una historia de amor
Enemigos, una historia de amor (en inglés, Enemies, A Love Story) es una película dramática de 1989 dirigida por Paul Mazursky, basada en la novela Enemies, A Love Story (Soynim, di Geshikhte fun a Libe) de Isaac Bashevis Singer. El film está protagonizado por Ron Silver, Anjelica Huston, Lena Olin y Margaret Sophie Stein. El film recibió críticas positivas y tres nominaciones a los Premios Óscarː Mejor actriz secundaria para Huston y Olin y mejor guion adaptado.

## Argumento
En 1949, el superviviente del Holocausto Herman Broder vive en Nueva York con su mujer, Yadwiga. Durante la guerra, Yadwiga, la sirvienta gentil de los Broder, salvó la vida de Herman escondiéndolo en un pajar. Creyendo que su esposa, Tamara, había perecido en un campo de concentración, Herman llevó a Yadwiga con él como su esposa cuando emigró a los Estados Unidos.Le dice que trabaja como vendedor ambulante de libros; sin embargo, en realidad, es un escritor fantasma para el avaro rabino Lembeck. También está teniendo una aventura con Masha, cuyas propias experiencias en un campo de concentración la han dejado amargada por Dios y el judaísmo; emigró a Nueva York con su madre y se casó con León, un hombre mayor del que está separada. Masha quiere que se divorcien de sus respectivos cónyuges y se casen, pero él continuamente la desanima. Después de responder a un anuncio en el periódico, Herman se sorprende al saber que Tamara no solo sobrevivió al Holocausto, sino que ha venido a Nueva York para estar con él.

## Reparto
- Ron Silver - Herman Broder
- Anjelica Huston - Tamara Luria-Broder
- Lena Olin - Masha Bloch-Tortshiner
- Margaret Sophie Stein - Yadwiga, mujer de Herman
- Alan King - Rabbi Lembeck
- Judith Malina - Shifra Puah Bloch, mujer de Masha
- Elya Baskin - Yasha Kobik
- Paul Mazursky - Leon Tortshiner, exmarido de Masha
- Phil Leeds - Pesheles
- Rita Karin - Sra. Schreier
- Zypora Spaisman - Sheva Haddas

## Premios
El film fue nominado a tres Óscar de la Academia, incluidas las de mejor actriz secundaria a Anjelica Huston y Lena Olin y la de mejor guion adaptado a Roger L. Simon y Paul Mazursky.